# Слагалица страве 5
Слагалица страве 5 (енгл. Saw V) је амерички хорор филм из 2008. године, режисера Дејвида Хакла, са Костасом Мандилором, Бетси Расел, Скотом Патерсоном, Тобином Белом, Џули Бенз и Грегом Бриком у главним улогама. Представља директан наставак приче из филма Слагалица страве 4.
Главна тема овог дела је тимски рад.
Централни лик је детектив Марк Хофман. У филму је објашњено зашто је он постао један од наследника Џигсоа и кроз флешбекове, приказано је његово прво убиство које се догодило пре него што је упознао Џона Крејмера.
Филм је наставио пад који су започела његова два претходника, и у погледу зараде и у погледу оцена критичара. Сматра се да је највише утицао на финансијски неуспех шестог дела, који је имао далеко бољу причу и по оценама публике представља најбољи наставак у серијалу, али је због лошег утиска који су створили овај филм и четврти део, остварио убедљиво најмању зараду.
Наставак филма, под насловом Слагалица страве 6, објављен је годину дана касније.

## Радња
Џил Так добија мистериозни ковчег који јој је супруг Џон Крејмер оставио у наследство. Агент Страм је успео да преживи замку у коју га је на крају претходног дела ставио детектив Хофман, али уместо да се након опоравка врати на стару позицију и настави истраживање убистава које је починио Џигсо, од њега случај преузима управо унапређени Хофман. С друге стране, још једна група људи је стављена у низ смртоносних тестова који треба да их науче да је једна целина већа од збира својих делова.

## Улоге
| Глумац          | Улога                |
| --------------- | -------------------- |
| Костас Мандилор | детектив Марк Хофман |
| Бетси Расел     | Џил Так              |
| Скот Патерсон   | агент Питер Страм    |
| Тобин Бел       | Џон Крејмер — Џигсо  |
| Џули Бенз       | Брит                 |
| Меган Гуд       | Луба Гибс            |
| Марк Ролстон    | агент Ден Ериксон    |
| Карло Рота      | Чарлс                |
| Грег Брик       | Малик                |
| Лора Гордон     | Ешли                 |
| Џорис Џарски    | Сет Бакстер          |
| Мајк Батерс     | Пол Лихи             |
| Њам Вилсон      | Корбет Денлон        |
| Мајк Рилба      | детектив Фиск        |
| Саманта Лемол   | Памела Џенкинс       |
| Сара Пауер      | Ангелина Акомб       |
| Тим Бурд        | Оби Тејт             |
| Тони Напо       | Гас Кољард           |
| Дони Волберг    | детектив Ерик Метјуз |
| Ал Сапијенза    | шеф полиције         |